# Pivovar Dětenice
Pivovar Dětenice je minipivovar nacházející se v obci Dětenice 25 kilometrů jihozápadně od města Jičín.

## Legenda
Legenda vypráví o severském loupeživém rytíři Arturovi, který údajně přepadával vesnice v okolí Staré Boleslavi. O úplňcích si rytíř volil tu nejkrásnější pannu, která mu tu noc musela podle tajného receptu uvařit zázračné pivo - prý pivo lásky. Potom, aby tajemství receptu nemohlo být odhaleno, ji pokaždé nechal vyříznout jazyk. Pivo vždy nechával uležet do dalšího úplňku, kdy jej se svými následovníky chutě popíjel. Toto zázračné, podle legendy krajně afrodiziakální pivo je prý nutilo dopouštět se všech násilností.
Po zázračném pivu rytíře Artura toužili mnozí. Roku 1307 údajně táhl se svou sebrankou přes dětenické panství. Beneš z Dětenic a Valdštějna, tamější vládce, vytáhl se svými muži na dobyvatele. Rytíř Artur byl poprvé poražen a uvězněn do hladomorny. Beneš se chtěl zmocnit receptu na kouzelný nápoj, proto Artura mučil tak dlouho, až rytíř svoje tajemství prozradil. Následně byl Artur za svou proradnost a krutost zaživa pohřben. Od té doby panny na dětenickém panství při úplňku vařily čarovné pivo dle receptu rytíře Artura a muži, kteří jej pili, tím nabývali svou mužnost.

## Historie
Roku 1790 byla hrabětem Clam-Gallasem zbudována nová varna, spilka a ležácké sklepy. V roce 1903 koupili pivovar majitelé osenického cukrovaru, průmyslníci bratři Blochové.
V roce 1927 koupil pivovar stavitel a podnikatel Ing. Řehák. Roku 1948 začalo všeobecné znárodňování mnoha podniků, včetně pivovarů. Stejný osud potkal i pivovar Dětenice, a tak byl roku 1955 uzavřen. Budova chátrala až do roku 2000, kdy ji zakoupili noví majitelé manželé Ondráčkovi a v polovině dubna 2003 byla výroba piva po letech obnovena.

## Současná piva
V současnosti se v dětenickém pivovaru vaří dva druhy piva:
- Dětenické světlé - nefiltrovaný světlý ležák s extraktem mladiny 12,5 %
- Dětenické černé' - nefiltrovaný tmavý ležák s extraktem mladiny 13 %

Oba druhy piva se stáčí pouze do sudů k místní spotřebě. Pivo se vyrábí podle starého receptu původní metodou - vaření piva probíhá na otevřeném ohni, vařené pivo se scezuje přes slámu, kvasí se v dubových kádích a leží v dobových ležáckých sudech. Množství produkovaného piva bylo v roce 2005 1200 hektolitrů, což je dvojnásobek produkce roku 2004.
Na místě je možná prohlídka pivovaru, která zahrnuje návštěvu samotné budovy pivovaru s jejím dobovým zařízením (sladovny, bednárny, varny, laboratoře, chmelnice, ležácké sklepy, spilky, ledárny a historické sklepy) a také pohled na dobovou výrobu piva. Součástí prohlídky je také nová interaktivní část a ochutnávka piva. 

## Zajímavosti
Veškeré pivní tácky pivovaru Dětenice